# Charlie Colombo
Charles Martin Colombo (San Luis, 20 de julio de 1920-ib. 7 de mayo de 1986) fue un futbolista estadounidense que jugó en la posición de mediocampista.

## Trayectoria
Oriundo de San Luis, Misuri, Charlie Colombo jugó por el equipo de St. Louis Simpkins-Ford. En su palmarés, sumó dos títulos de la National Challenge Cup. 
Después de la victoria de la selección estadounidense en el Mundial de 1950, estuvo en la mira del fútbol brasileño, sin embargo, prefirió continuar su carrera en su país. Más tarde, dejó el fútbol y entrenó al St. Louis Ambrose.
Actualmente figura como miembro de la National Soccer Hall of Fame.

## Selección nacional
Jugó 13 partidos con la selección estadounidense. Disputó la Copa Mundial de Fútbol de 1950 realizada en Brasil, jugó tres encuentros, incluyendo la victoria ante Inglaterra por 1–0 en una de las mayores sorpresas de la historia del fútbol.
Actuó en dos oportunidades en el torneo de fútbol de los Juegos Olímpicos, en Londres 1948 y en Helsinki 1952.

### Participaciones en Juegos Olímpicos
| Torneo                   | Sede     | Resultado        |
| ------------------------ | -------- | ---------------- |
| Juegos Olímpicos de 1948 | Londres  | Cuartos de final |
| Juegos Olímpicos de 1952 | Helsinki | Cuartos de final |

### Participaciones en Copas del Mundo
| Mundial                        | Sede   | Resultado    | PJ | Goles |
| ------------------------------ | ------ | ------------ | -- | ----- |
| Copa Mundial de Fútbol de 1950 | Brasil | Primera fase | 3  | 0     |

## Clubes
| Club                    | País           | Año         |
| ----------------------- | -------------- | ----------- |
| St. Louis Simpkins-Ford | Estados Unidos | Desconocido |